# Opius townsendi
Opius townsendi är en stekelart som beskrevs av Fischer 1966. Opius townsendi ingår i släktet Opius och familjen bracksteklar. Inga underarter finns listade i Catalogue of Life.